# Lake Katrine
Lake Katrine és una concentració de població designada pel cens dels Estats Units a l'estat de Nova York. Segons el cens del 2000 tenia 2.396 habitants.

## Demografia
Segons el cens del 2000, Lake Katrine tenia 2.396 habitants, 821 habitatges, i 487 famílies. La densitat de població era de 418,6 habitants per km².
Dels 821 habitatges en un 27,5% hi vivien nens de menys de 18 anys, en un 44,1% hi vivien parelles casades, en un 11% dones solteres, i en un 40,6% no eren unitats familiars. En el 34% dels habitatges hi vivien persones soles el 12,4% de les quals corresponia a persones de 65 anys o més que vivien soles. El nombre mitjà de persones vivint en cada habitatge era de 2,24 i el nombre mitjà de persones que vivien en cada família era de 2,88.
Per edats la població es repartia de la següent manera: un 17,9% tenia menys de 18 anys, un 5,6% entre 18 i 24, un 29% entre 25 i 44, un 23,5% de 45 a 60 i un 24,1% 65 anys o més.
L'edat mediana era de 44 anys. Per cada 100 dones de 18 o més anys hi havia 81,2 homes.
La renda mediana per habitatge era de 38.017 $ i la renda mediana per família de 46.375 $. Els homes tenien una renda mediana de 36.184 $ mentre que les dones 28.214 $. La renda per capita de la població era de 18.713 $. Entorn del 5,5% de les famílies i el 13,2% de la població estaven per davall del llindar de pobresa.